# La Nueva Reforma, Minatitlán
La Nueva Reforma är en ort i Mexiko.   Den ligger i kommunen Minatitlán och delstaten Veracruz, i den sydöstra delen av landet, 500 km öster om huvudstaden Mexico City. La Nueva Reforma ligger 26 meter över havet och antalet invånare är 351.
Terrängen runt La Nueva Reforma är platt. Runt La Nueva Reforma är det ganska glesbefolkat, med 29 invånare per kvadratkilometer. Närmaste större samhälle är La Concepción, 15,3 km norr om La Nueva Reforma. Omgivningarna runt La Nueva Reforma är en mosaik av jordbruksmark och naturlig växtlighet.